# 幻想水滸外伝
『幻想水滸外伝』（げんそうすいこがいでん）は、コナミより2000年9月21日と2001年3月22日に発売されたPlayStation用アドベンチャーゲーム2作品の総称である。『幻想水滸伝シリーズ』の外伝作品である。キャッチコピーは「それは、語られなかった、もう一つの物語。」。

## 概要
『幻想水滸伝』および『幻想水滸伝II』の外伝にあたる作品で、本編シナリオを補足・発展をさせた内容となっており、共通したキャラクターも多数登場する。主人公は本編には登場しないナッシュ・ラトキエ（後に『幻想水滸伝III』に登場した）で、ゲームのジャンルも本編と異なるテキストアドベンチャーである。
舞台はVol.1では『II』の統一戦争前期、VOl.2では戦後3ヵ月ほどたった時期であるが、外伝としての物語はナッシュ・ラトキエとザジとの闘いを軸としている。それぞれのEpisode 3には表裏2つのストーリーが用意されており、条件を満たすと本編にあたる「表ルート」と全く異なるギャグストーリーの「裏ルート」が選択できるようになる。
データ引継ぎは『I』『II』から本作へ、本作から『III』へ行うことができる。『I』『II』から本作へコンバートすることで特殊イベントやイベントCGが追加される。
キャラクター原案は『II』と同じで、後に『III』も担当する石川史。本編中の立ち絵やCGは八至丘翔、フルアニメーションのオープニングの作画監督は山下明彦が担当。

### 幻想水滸外伝Vol.1 ハルモニアの剣士
2000年9月21日発売。PlayStation用ゲームソフト。シリーズ初のアドベンチャーゲーム。2001年9月21日にKONAMI the Bestで、2003年6月5日にPS one Booksで発売された。
本編は次の4章から成る。
- Episode 1 : 来訪者
- Episode 2 : 理由
- Episode 3 : 帰る場所
- Last Episode : 戦いの終わりと始まり

OP主題歌『Currents』
作曲 : 東野美紀
作詞 : 本間哲子＆Adrian Walker
歌 : Ikuko
編曲 : 吉野裕司
原曲は『II』の「2つの川」である。

### 幻想水滸外伝Vol.2 クリスタルバレーの決闘
2001年3月22日発売。PlayStation用ソフト。前作と同じくアドベンチャーゲーム。2002年11月22日にKONAMI the Bestで、2003年6月5日にPS one Booksで発売された。
本編は次の4章から成る。
- Episode 1 : 誇り
- Episode 2 : カレリア
- Episode 3 : はぐれ竜
- Last Episode : 最後の真実

## 世界観
幻想水滸伝シリーズの世界観のうち、以下の地域・国家を参照。
- ジョウストン都市同盟
- 新都市同盟・デュナン国
- ハイランド王国
- ハルモニア神聖国

## 登場人物

### 主要人物
ナッシュ・ラトキエ
幻想水滸伝シリーズのキャラクター一覧を参照。
ザジ・キュイロス
本名「サナトス・クロフォード」。太陽暦438年生まれ（22歳）。ハルモニアに滅ぼされたサナディアの出身。ハルモニアの同化政策により、クリスタルバレーへ連れてこられた。その後、ほえ猛る声の組合の従者級ガンナーとなる。ナッシュの父を殺害し、謀略に気付いたナッシュのグローサー・フルスによって葬られたはずであったが、生きのびて再びナッシュの前に現れその命を狙う。

### Vol.1に登場
リイン・ペンネンバーグ
シエラ・ミケーネが最初に吸血鬼にした男であり、恋人だった。某国の騎士だったが、自分が守るべき少女を惨殺され、自身も重体に陥る。全てに絶望した彼はこの世の全てを呪い死に絶えようとしたが、シエラによって血を吸われ吸血鬼となる。吸血鬼となった彼は復讐を果たし、その後はシエラとともに長い年月を2人で過ごした。しかし、ネクロードが村に祀られていたシエラの月の紋章を強奪、リインは苦しみの果てに死ぬか人の生き血をすすって生き延びるかの選択を迫られる。彼は後者を選び、シエラ曰く悪鬼に成り果てた。その後は屋敷において自らの眷属を増やし生活していたが、ナッシュの手助けを受けたシエラに命を絶たれた。
アヤナ
リインの館のメイド。リインによって吸血鬼にされたが、はじめは本性を隠していた。ナッシュによって倒された。
館の執事
リインの館にいた執事。実はリイン配下の吸血鬼。はじめはナッシュを苦しめるも、彼が装備していた「破魔の札」によって倒された。

### Vol.2に登場
ユーリ・ラトキエ
ナッシュの妹。太陽暦441年生まれ（19歳）。ザジと婚約していた。ナッシュがザジを斬り、姿を消してからはレナの庇護を受ける。また、ササライからもラトキエ家を助けられなかったという理由で気に掛けられている。
レナ・スフィーナ
ハルモニア神聖国神官将親衛隊に所属する女性で、ナッシュと年齢は3つしか変わらないが、一応叔母にあたる。太陽暦435年生まれ（25歳）。非常に頭の切れる女性で、ナッシュの手助けをしたりした。直属の上司としてササライがいる。
マキ
グラスランドのミリトの村に住む女性。少女時代にカミューと面識があった人物。カミューがマチルダ騎士団に入団後は疎遠となっていたが、デュナン統一戦争終戦後にマイクロトフと旅に出ていた彼と再会する。
クラント
元マチルダ騎士団所属の白騎士にして、ゴルドーの右腕だった人物。剣術と、カミューに匹敵する火の紋章魔法の使い手。デュナン統一戦争末期のロックアックス陥落時にグラスランドへと逃走し、盗賊集団「炎の運び手」を結成。自らを「炎の英雄」と騙っていた。
クラド
ミリトの村の村長を務める老人。「長いものには巻かれろ」的な思考をもつ保守的な人物で、「炎の運び手」が貢物を要求してきた時には、服従の立場を取った。
バルジ
元々は民衆派に属する田舎貴族であったが、出世のため民衆派やラトキエ・スフィーナ両家を見限り、ザジや神殿派に接近。カレリア砦の責任者代行に就任する。そして、ザジよりメッセンジャーを経由して伝えられた指令により、ナッシュをVol.1におけるグリンヒル市への加勢を理由に、準反逆罪で処刑を図る。
メッセンジャー
ザジの腹心である子弟級ガンナー。ザジの配下やバルジ等に対してザジからの指令を伝える。また、子弟級ガンナーの中でも、戦闘能力や判断力に優れている。本名や素性は明かされていないが、その立場やザジに似た色の髪や肌の持ち主であることから、サナディア出身者と推測できる。
料理長
カレリア砦の食堂を取り仕切っているおばさん。盗み食いといった規律違反には厳しいが、話せばわかる人情派の人。
軍医
カレリア砦に務める医者。医者としての腕はあるが、酒好きで、ナッシュが持っていたハムを切るのにメスを使おうとするなど、身の回りに無頓着な部分も。
アイシャ
カレリア砦の配膳係を務める少女で、料理長の部下。密かにナッシュに思いを寄せており、ナッシュが処刑されると聞いた時、ショックで倒れて医務室に運ばれた。ちなみに、彼女が使っている部屋は元々はナッシュの部屋。
ワン
幻想水滸伝シリーズのキャラクター一覧の「ジョーカー」を参照。
ジョナ
ハルモニアのマリード村の宿屋の娘。かわいらしい外見だが、世間知らずな面があり、村を訪れたシーナにナンパされた。その後、シーナと出かけた先の東の山ではぐれ竜に襲われ、異世界へと飛ばされた。
バッツ
マリード村の宿屋の経営者で、ジョナの父親。頑固者だが行動力の良さから誰が決めたわけでもなく村のリーダー格。ただ、興奮した時ははぐれ竜相手に斧一丁で挑もうとするなど無謀な行動に出たり、娘ジョナの事では単なる親バカと化す一面も。
はぐれ竜
マリード村の東の山にある洞窟に住み着いた竜。マリード村の家畜を食料として襲い、食い殺すため村人にとっては脅威の元である。まだ鱗が固まりきっていない若い竜だが、強力なブレスを吐き、さらには光球状のエネルギー弾からなる転移魔法を使って、相手を異世界に飛ばす能力を持つ。
ステラ
実はザジ配下の暗殺者。子供という事でナッシュには殺されずに薬で眠らされた。

### 旧作登場人物
以下のキャラクターについては幻想水滸伝シリーズのキャラクター一覧を参照。
- アップル
- ヴァンサン・ド・ブール
- カスミ
- からくり丸
- キリィ
- クライブ
- ゲオルグ・プライム
- ササライ
- シーナ
- ジーン

- スタリオン
- テッド
- テンガアール
- テンプルトン
- バレリア
- ハンフリー・ミンツ
- ビクトール
- ビッキー
- フッチ
- ブライト

- フリック
- ヒックス
- マクシミリアン
- メグ
- ローレライ

以下のキャラクターについては『幻想水滸伝』を参照。
- 幻想水滸伝I主人公
- エスメラルダ
- ガスパー
- グレミオ
- テオ・マクドール
- ミルイヒ・オッペンハイマー

以下のキャラクターについては『幻想水滸伝II』を参照。
- 幻想水滸伝II主人公
- アイリ
- アダリー
- アニタ
- アンネリー
- エイダ
- エミリア
- エルザ
- オウラン
- カーン・マリィ
- カミュー
- キニスン
- クルガン
- コーネル
- シード

- シエラ・ミケーネ
- シモーヌ・ベルドリッチ
- ジュド
- ジョウイ・アトレイド
（ジョウイ・ブライト）
- ジル・ブライト
- シロ
- シロウ
- シン
- テレーズ・ワイズメル
- トニー
- ナナミ
- ニナ
- ハウザー
- バド

- ハンナ
- ピリカ
- ホイ
- ボブ
- ボルガン
- マイクロトフ
- ミリー
- メイザース
- ユズ
- ラウド
- ラウラ
- リィナ
- ルカ・ブライト
- レオナ
- ワカバ